# Comuna Berezne, Starokosteantîniv
Berezne (în ucraineană Березне) este o comună în raionul Starokosteantîniv, regiunea Hmelnîțkîi, Ucraina, formată din satele Berezne (reședința), Butivți, Lîsînți, Napadivka, Perșotravneve, Pîhtii și Verbivocika.

## Demografie
Componența lingvistică a comunei Berezne
     Ucraineană (99,58%)
     Alte limbi (0,42%)
Conform recensământului din 2001, majoritatea populației comunei Berezne era vorbitoare de ucraineană (99,58%), existând în minoritate și vorbitori de alte limbi.